# Guido Orsini

Stemma Orsini di Pitigliano

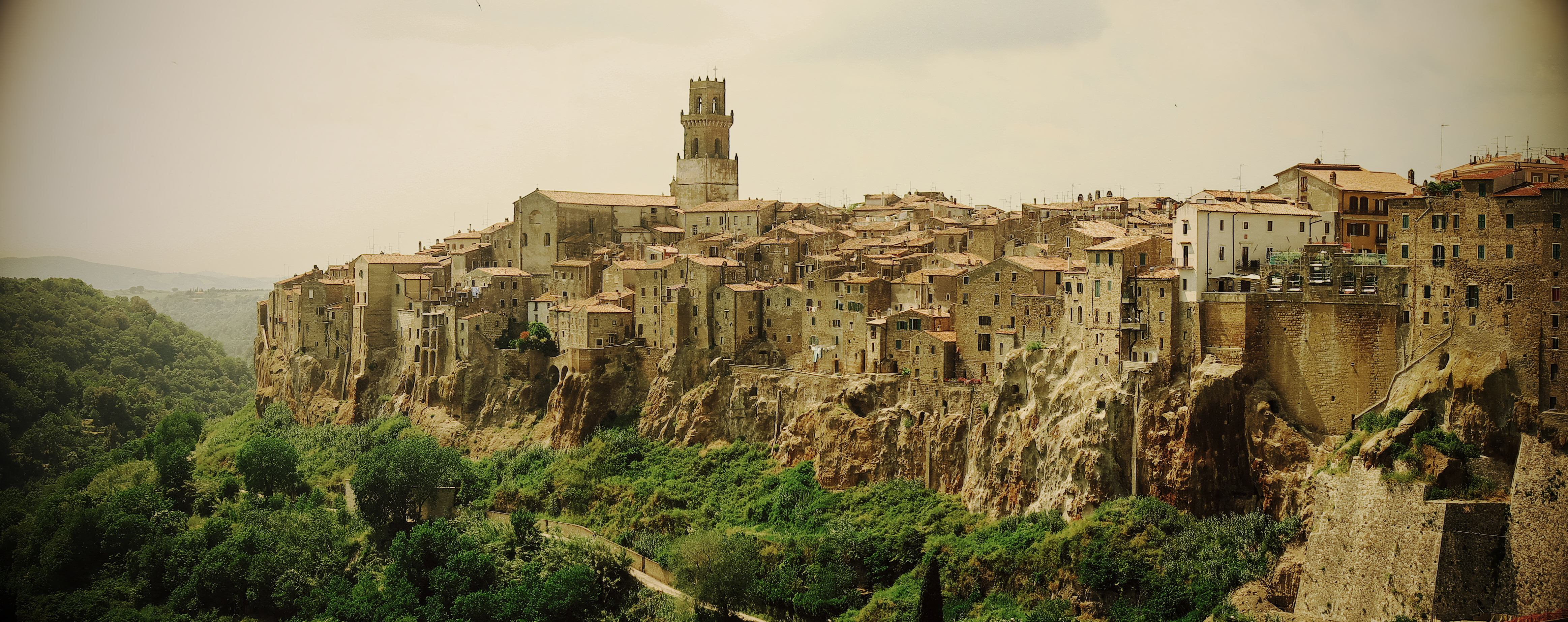
Pitigliano

Guido Orsini (... – 1348) è stato un politico italiano e primo conte di Pitigliano.

## Biografia
Era figlio secondogenito di Romano Orsini (?-1327), conte di Sovana e signore di Pitigliano, e di Anastasia di Montfort.
Avuta dal padre nel 1336 la contea di Sovana, divenne il capostipite dei conti di Sovana, che assunsero il titolo di conti di Pitigliano a seguito dell'abbandono di Sovana a causa della non salubrità della zona.
Scese in armi contro il signore di Orvieto Ermanno Monaldeschi della Cervara (1260 ca.-1337) e in seguito contro i suoi figli, chiamato in soccorso dagli abitanti del luogo. Nel 1342 divenne capitano generale di Perugia. Nel frattempo Matteo Orsini divenne signore di Orvieto ma venne ucciso nel 1345, sopraffatto da Benedetto Monaldeschi della Vipera. Orvieto chiamò nel 1347 Guido ad Orvieto come signore e difensore della città, adoperandosi a fare cessare le liti. Nel 1348 Guido lasciò la città a causa della peste e da allora la famiglia Orsini dovette combattere per conservare la propria indipendenza dalle mire della Repubblica di Siena.
Morì nel 1348.

## Discendenza
Guido sposò Agostina della Gherardesca, dalla quale ebbe sei figli:
- Gentile
- Beatrice
- Aldobrandesca
- Aldobrandino I (?-1384), secondo conte di Pitigliano
- Gemma
- Nicola